# رون (إقليم فرنسي)

موقع اقليم رون

رون (بالفرنسية:Rhône) هو إقليم فرنسي، يقع في المنطقة الشرقية الوسطى من منطقة رون-الألب في فرنسا، الإقليم يحمل اسم نهر الرون الذي يجيري فيه.

## تاريخ الإقليم
تم إنشاء إقليم رون في 12 أغسطس 1793 عندما تم تقسيم إقليم رون وار السابق إلى إقليمين : إقليم الرون، وإقليم اللوار.

## جغرافية الإقليم
وشمل إقليم رون على الأنهار التالية: نهر رون، ونهر ساون، ويحيط بالإقليم كل من الأقاليم التاليو: عين (بالفرنسية:Ain)، ايزر (بالفرنسية:Isère)، لوار (بالفرنسية:Loire)، ساون-لوار (بالفرنسية:Saône-et-Loire).
كما أن أكثر من 75 ٪ من السكان يعيشون في منطقة ليون الكبرى. ووفقا لتعداد عام 1999 فان أكبر المدن هي كالتالي:
1. مدينة ليون : 470187 نسمة.
2. مدينة فيليوربان : 134500 نسمة.
3. مدينة فينيسيو : 56487 نسمة.
4. مدينة كالير : 41667 نسمة.
5. مدينة سان الكاهن : 41213 نسمة.
6. مدينة فالكس اون فيلين : 39466 نسمة.
7. مدينة فيلفرانش سور سون : 38863 نسمة.
8. مدينة برو : 38600 نسمة.

## السياسة
رئيس المجلس العام في إقليم رون هو كريستوف جيلوتيه، وهو عضو في الحزب الحاكم.

## معرض الصور

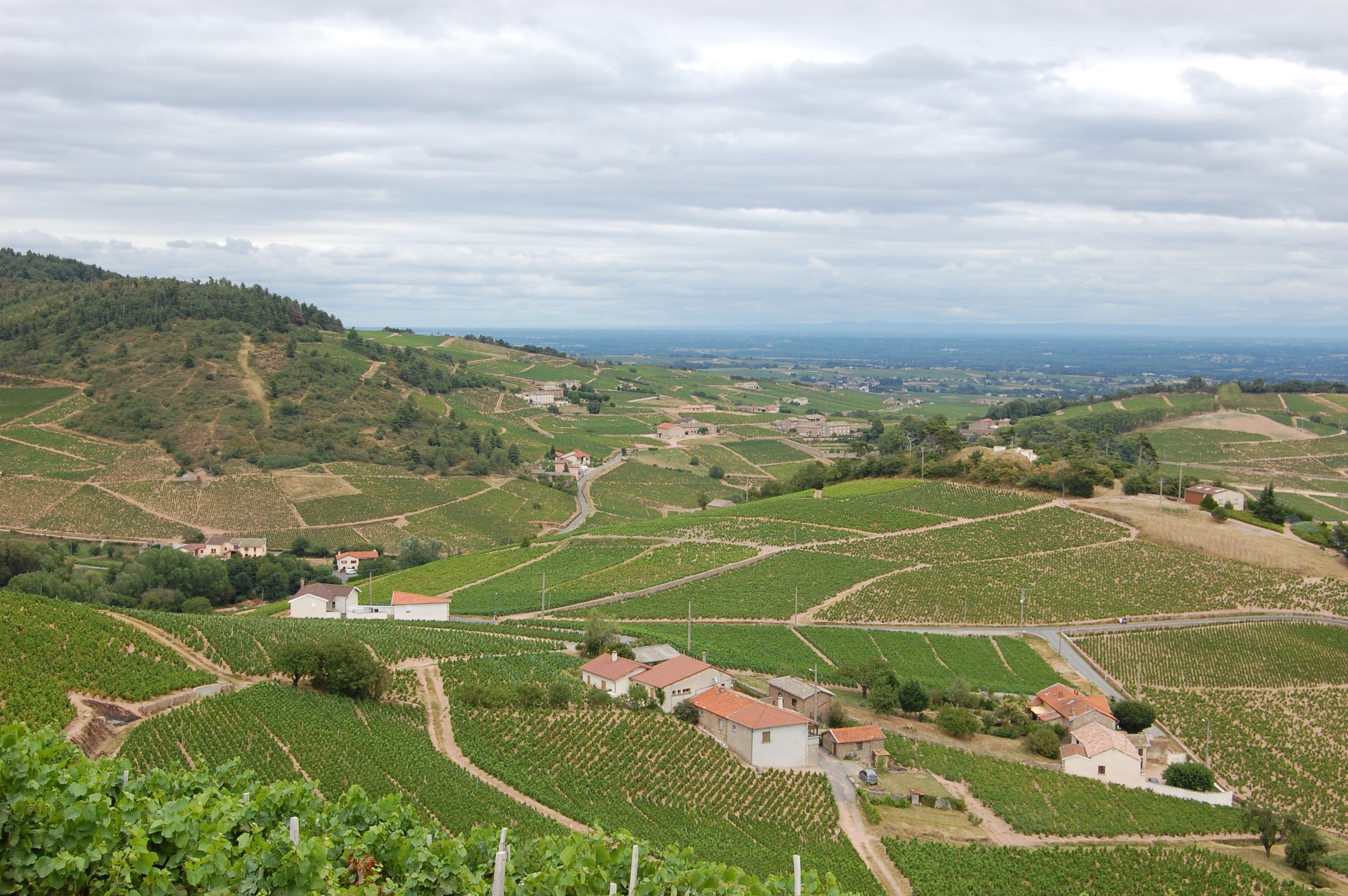
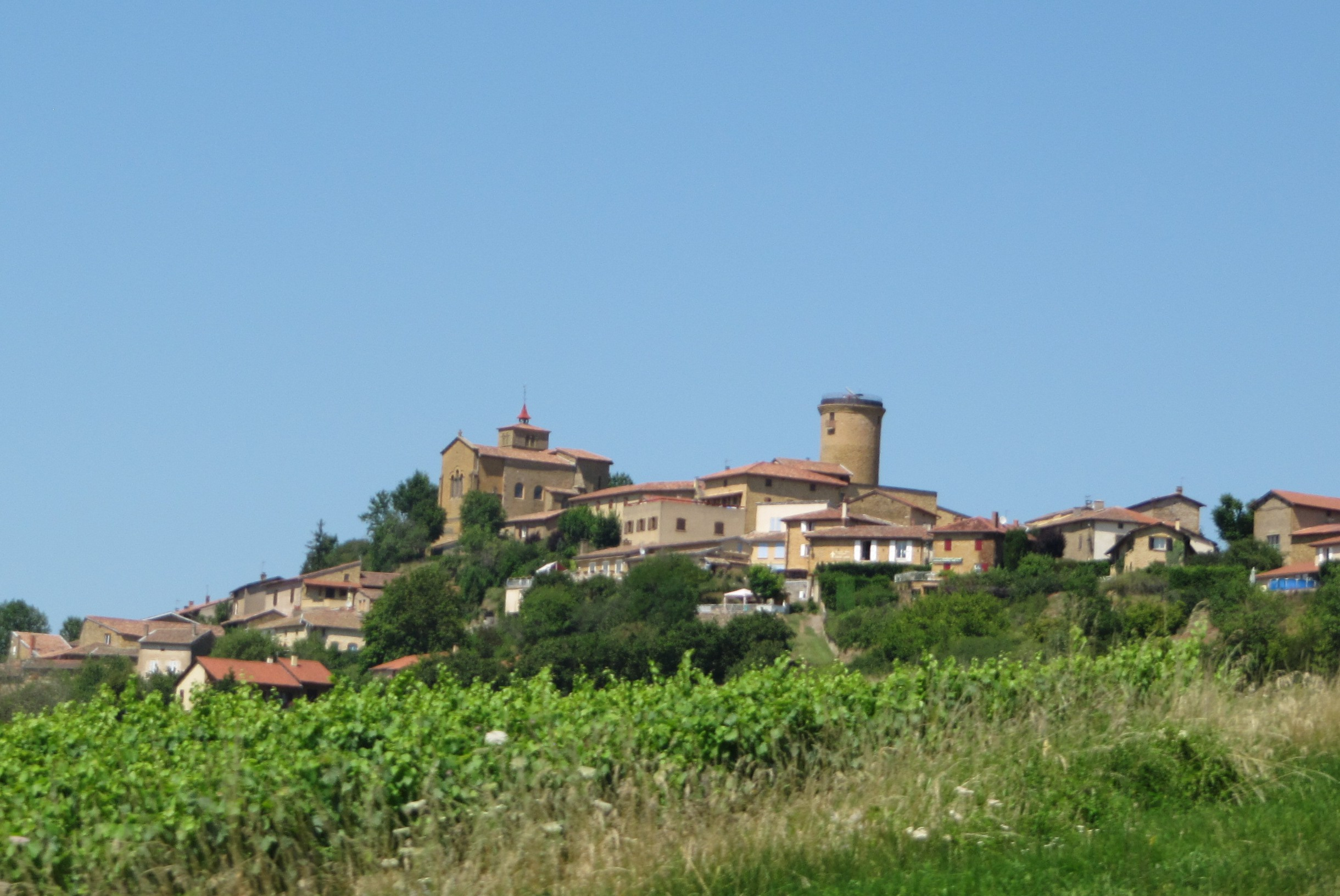
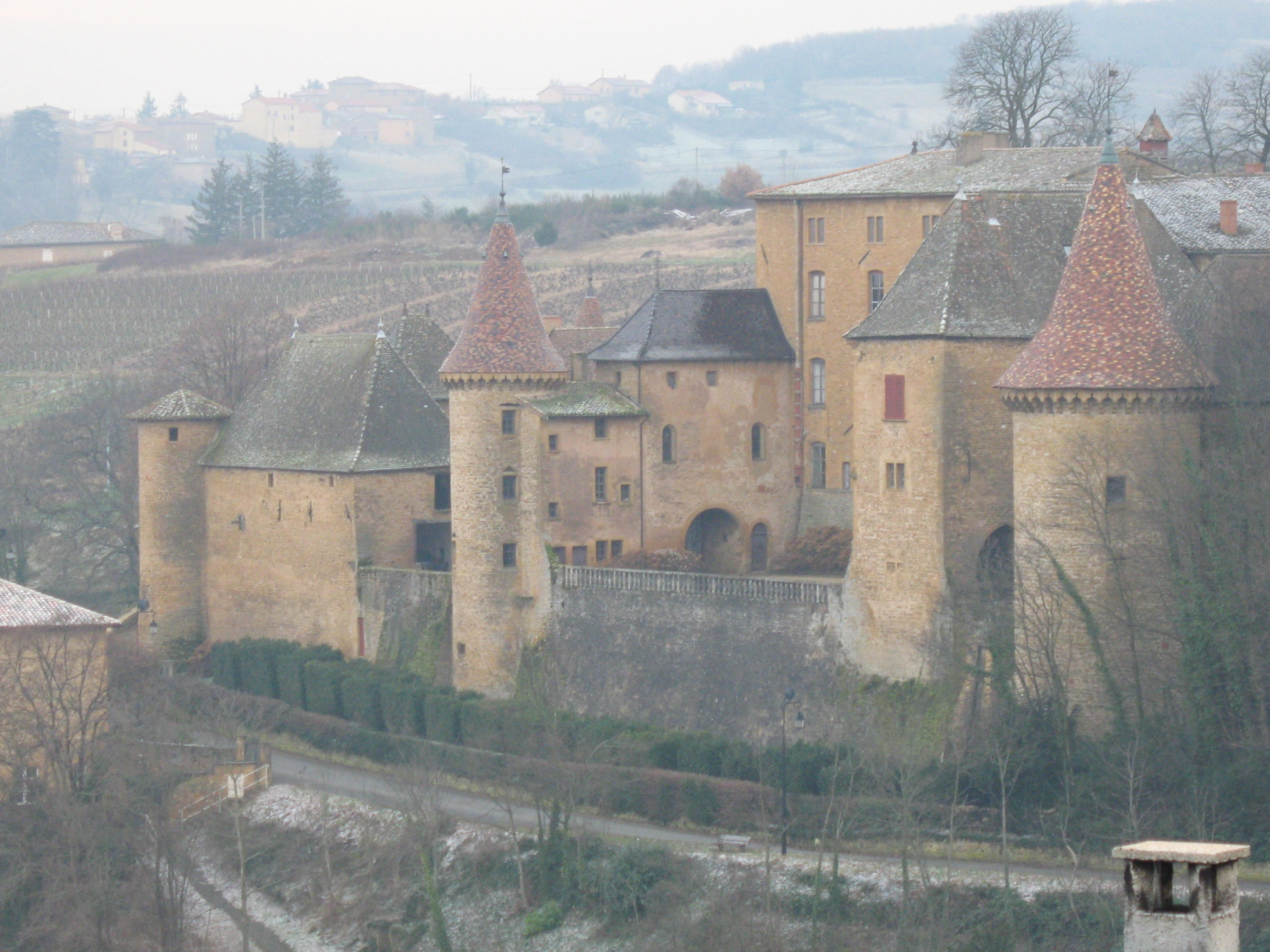